# Дьюинг, Мария Оки
Мария Оки Дьюинг (англ. Maria Oakey Dewing, урождённая Maria Richards Oakey; 1845—1927) — американская художница, одна из основателей нью-йоркской художественной школы Лига студентов-художников Нью-Йорка. Жена художника Томаса Дьюинга.

## Биография
Родилась 27 октября 1845 года в Нью-Йорке и была пятым ребёнком в семье Уильяма Фрэнсиса Оки и Салли Салливан Оки, у которых в семье было десять детей.
Обучение начала в 1866 году в нью-йоркской школе Cooper Union School of Design, где училась до 1870 года у многих известных американских художников. Здесь училась также её подруга и будущая художница Хелена де Кей Гилдер. С 1871 по 1875 годы Мария училась в школе Antique School of National Academy of Fine Arts, снимая в это время квартиру вместе с де Кей. Брала уроки живописи у художника Джон Ла Фаржа. Первые её работы выставлялись в Национальной академии дизайна. В 1875 году Оки и другие студенты создали в Нью-Йорке школу Art Students League of New York. В этом же году её работы экспонировались на выставке, организованной в Нью-Йорке Ла Фаржем. В 1875 году некоторое время училась у Уильяма Ханта (англ. William Morris Hunt), а в 1876 году — у Тома Кутюра.
Мария Дьюинг была одним из первых членов Общества американских художников, образовавшегося в 1877 году. В 1881 году вышла замуж за художника Томаса Дьюинга. С ним они с 1885 по 1905 годы проводили лето в художественной колонии города Корниш, штат Нью-Гэмпшир. Оба были заядлыми садоводами. Выращиваемые ими цветы вдохновляли Марию на создание работ на тему природы. Работы Марии Дьюинг выставлялись на Всемирной выставке 1893 года в Чикаго и Панамериканской выставке в Буффало, Нью-Йорк, в 1901 году, где она получила бронзовые медали. В 1907 году состоялась её персональная выставка в Пенсильванской академии изящных искусств.
Умерла 13 декабря 1927 года в Нью-Йорке в собственном доме № 12 на улице West 8th Street (недалеко от Вашингтон-Сквер-парка). С 1881 года была замужем за художником Томасом Дьюингом; у них был сын, умерший в младенчестве, и дочь Элизабет, родившаяся в 1885 году.

## Труды
Работы художницы включены в коллекции Смитсоновского музея американского искусства, Национальной галерея искусств, Детройтского института искусств, Hood Museum of Art (Хановер, Нью-Гэмпшир), Addison Gallery of American Art (Андовер, Массачусетс).

Некоторые работы
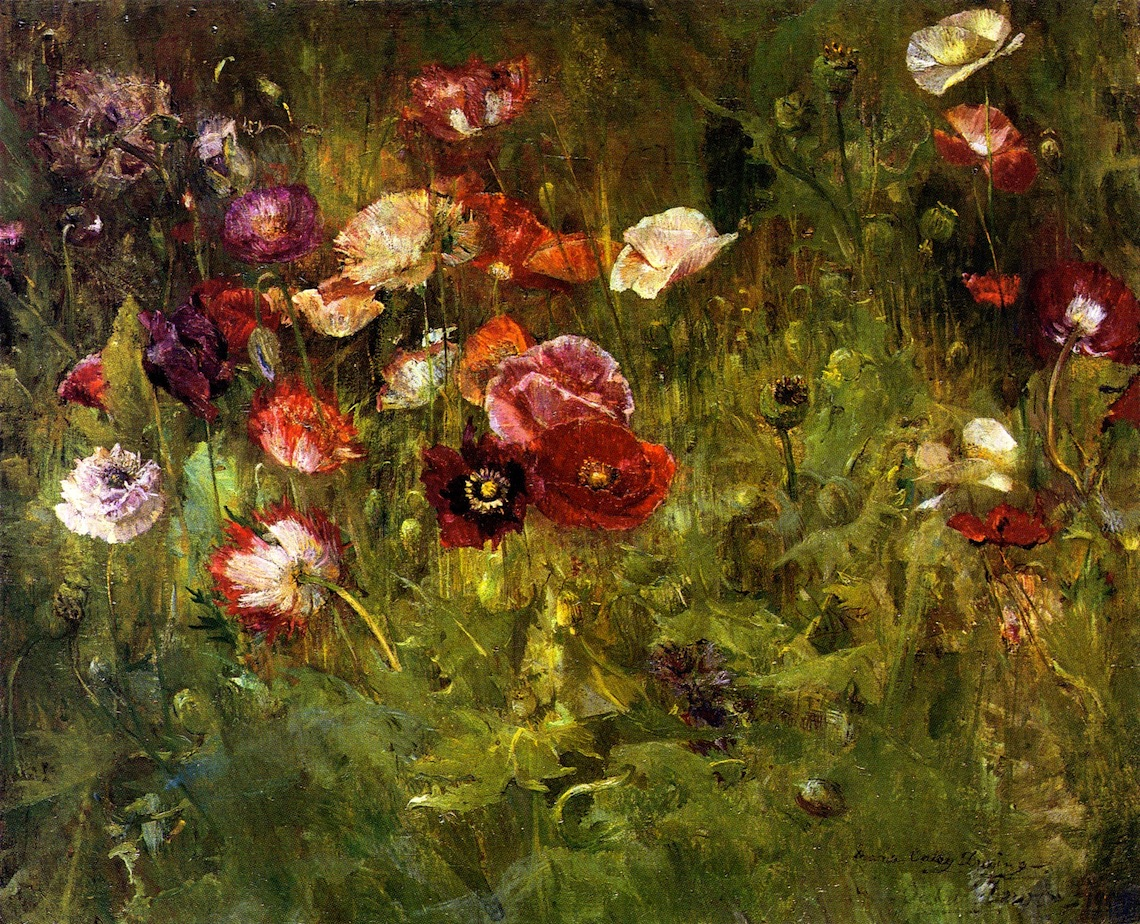
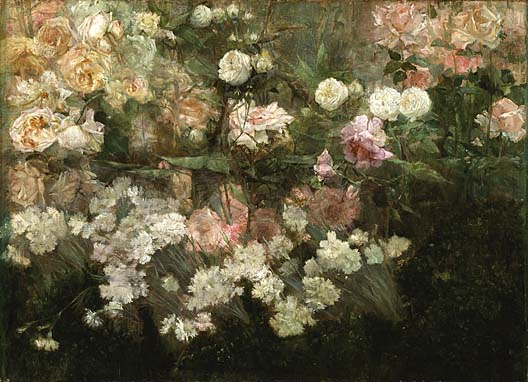
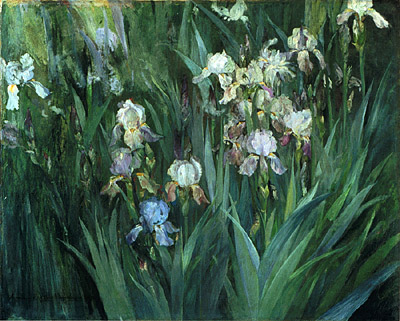